# Die amourösen Abenteuer der Moll Flanders
Die amourösen Abenteuer der Moll Flanders, im Original The Amorous Adventures of Moll Flanders, ist ein britischer Spielfilm aus dem Jahr 1965 des Regisseurs Terence Young mit Kim Novak in der Titelrolle. Das Drehbuch verfassten Denis Cannan und Roland Kibbee. Als Vorlage diente ihnen der 1722 erschienene Roman Moll Flanders von Daniel Defoe. In der Bundesrepublik Deutschland kam der Streifen am 10. September 1965 in die Kinos.

## Handlung
Moll Flanders ist ein aufgewecktes Mädchen. Nachdem sie ihre Kindheit in Waisenhäusern hat verbringen müssen, arbeitet die nun 17-Jährige als Hausmädchen bei einem angesehenen Major. Der schätzt ihre Liebesdienste mehr als ihre Hausarbeit. Es dauert auch nicht lange, bis sich der ältere Sohn des Majors in die neue Angestellte verliebt und sie verführt. Eines Tages badet Moll nackt in einem nahegelegenen See. Dabei wird sie von den Straßenräubern Jemmy und Squint beobachtet. Als diese Molls Kleider an sich nehmen wollen, taucht der jüngere Sohn des Majors auf und schlägt die Ganoven in die Flucht. Daraufhin macht ihm Moll schöne Augen und schon nach wenigen Tagen werden die beiden getraut. Die Ehe währt jedoch nicht lange. Der immer noch frisch Verliebte entpuppt sich als Alkoholiker. Völlig betrunken stürzt er sich zu Tode.
Eine neue Stelle findet Moll als Zofe bei Lady Blystone. Als diese eine längere Reise plant, schickt sie das Mädchen mit dem Gepäck voraus. In der Postkutsche lernt Moll einen älteren Bankier kennen. Weil Moll einen Teil des Schmuckes ihrer Herrin angelegt hat, hält sie der Bankier für eine Dame der besseren Gesellschaft. Plötzlich wird die Kutsche von dem Ganoven-Duo Jemmy und Squint überfallen. Jemmy kommt Moll irgendwie bekannt vor. Da liest er in der Hutschachtel den Namen der Besitzerin: Lady Blystone.
Auf ihren Raubzügen haben Jemmy und Squint zwar schon allerhand erbeutet, aber den ersehnten Reichtum immer noch nicht gefunden. Jemmy verkleidet sich mit Hilfe der Pfandleiherin Dutchy als Kapitän, um bei der vermeintlichen Witwe Blystone Eindruck zu schinden, damit er sie zwecks späterer Heirat um den Finger wickeln kann. Als er ihr seine Aufwartung macht, ist Moll gerade alleine zu Hause. Gekonnt schlüpft sie in die Rolle der Lady und lässt sich von Jemmys Worten betören. Für beide ist es Liebe auf den ersten Blick. Sie verstehen sich so gut, dass jeder dem anderen seinen Betrug beichtet. Danach gehen sie freundschaftlich auseinander.
Eines Tages wird Moll Flanders ziemlich heftig vom Grafen bedrängt, der mit ihr ein Schäferstündchen verbringen will. Lady Blystone kehrt jedoch früher als geplant zurück und überrascht ihren Gatten bei seinem frivolen Treiben. Weil sich der in letzter Zeit hoch verschuldet hat, nimmt sie diesen Umstand zum Anlass, ihn verhaften und in den Schuldturm werfen zu lassen. Der Zofe wird fristlos gekündigt. In ihrer Verzweiflung sucht sie den Bankier auf, der sie auch bald zur Frau nimmt. In der Hochzeitsnacht muss Moll mit ansehen, wie ihre alten Bekannten Jemmy und Squint von der Polizei verfolgt werden. Da wird ihr bewusst, dass ihr Herz nur für Jemmy schlägt. Sie verlässt ihren Gatten und bestreitet fortan ihren Lebensunterhalt mit kleineren Diebstählen. Einmal aber wird ihr dies zum Verhängnis. Die Polizei ertappt Moll, Jemmy und Squint auf frischer Tat. Ein Gericht verurteilt die drei zum Tode. Am Tag der Hinrichtung erscheint eine Delegation des Magistrats, zu der auch der Bankier gehört. Beim Anblick seiner Frau trifft ihn der Schlag.
Urplötzlich ist Moll Flanders eine reiche Erbin geworden. Mit ihrem Geld erkauft sie die Begnadigung von Squint und Jemmy. Letzterer wird ihr zweiter Ehemann. Mit ihm wandert sie nach Amerika aus, um in den dortigen Kolonien ein neues Leben zu beginnen.

## Synchronisation
| Rolle          | Darsteller        | Synchronsprecher  |
| -------------- | ----------------- | ----------------- |
| Moll Flanders  | Kim Novak         | Renate Küster     |
| Jemmy          | Richard Johnson   | Holger Hagen      |
| Lady Blystone  | Angela Lansbury   | Käthe Jaenicke    |
| Graf           | Vittorio De Sica  | Curt Ackermann    |
| Squint         | Leo McKern        | Alexander Welbat  |
| Dutchy         | Lilli Palmer      | Lilli Palmer      |
| Älterer Bruder | Daniel Massey     | Rainer Brandt     |
| Grunt          | Peter Butterworth | Hans W. Clasen    |
| Bankier        | George Sanders    | Siegmar Schneider |

## Kritik
„Daniel Defoes Roman, der als Warnung für junge Mädchen gedacht war, als Handlungsmaterial für eine Dirnengeschichte, die auf heitere Unterhaltung etwa im Stil von Fanny Hill hinausläuft.“

„Ein Schuß Romantik und zahlreiche Possen lockern nur mit wenig Erfolg die schlüpfrige Unterhaltung auf, von der auch Erwachsenen abzuraten ist.“

„Daniel Defoes Moraltraktat […] verkürzte Regisseur Terence Young […] zu einer dünnlichen Kostüm- und Betthistorie. Kim Novaks Dirnenpensum beschränkt sich auf fade 15 Filmminuten, in denen sie – nicht einmal gekonnt – ihr Mieder aufmacht. Trotz knappster Brust- und Beinverschalung spielt sie kühl und abregend.“

## Quelle
- Programm zum Film: Illustrierter Film-Kurier, Vereinigte Verlagsgesellschaften Franke & Co. München, Nr. 61